# Paralimnoria
Paralimnoria är ett släkte av kräftdjur. Paralimnoria ingår i familjen borrgråsuggor.
Kladogram enligt Catalogue of Life:
| Paralimnoria | \| \| Paralimnoria andrewsi \| \| \| \| \| \| Paralimnoria asterosa \| \| \| \| |
|              | \| \| Paralimnoria andrewsi \| \| \| \| \| \| Paralimnoria asterosa \| \| \| \| |
|              | Limnoria                                                                        |
|              |                                                                                 |
|              | Lynseia                                                                         |
|              |                                                                                 |
|              | Paralimnoria andrewsi                                                           |
|              |                                                                                 |
|              | Paralimnoria asterosa                                                           |
|              |                                                                                 |

|  | Paralimnoria andrewsi |
|  |                       |
|  | Paralimnoria asterosa |
|  |                       |